# Narmer
Narmer je bil staroegipčanski vladar iz zgodnjega dinastičnega obdobja, morda naslednik preddinastičnega kralja Kaja ali morda Škorpijona I.. Nekateri zgodovinarji ga imajo za združitelja Egipta ter ustanovitelja in hkrati prvega faraona Prve dinastije. 

## Identiteta
Narmerjeva identiteta je še vedno predmet razprav, čeprav med egiptologi prevladuje mnenje, da je istoveten s faraonom Menesom, ki v egipčanskih zapisih velja za prvega kralja in združitelja Starega Egipta.  Narmerjevo istovetenje z Menesom temelji na Narmerjevi paleti in dveh pečatih z abidske nekrolope Umm el-Qa'ab, ki ga prikazujejo kot kralja prve dinastije.
Prvo leto Narmerjeve vladavine so običajno datira v obdobje okoli leta 3100 pr. n. št. Druge ocene, ki temeljijo na zgodovinskih metodah in datiranju z radioaktivnim ogljikom 14, ga umeščajo v obdobje 3273–2987 pr. n. št.

## Ime
Narmerjevo ime je sestavljeno iz hieroglifov za soma (n'r) in dleto (mr), ki se po načelih  rebusa bereta Narmer. Beseda se včasih prevaja kot »pobesneli som«, vendar za takšen prevod ni splošnega soglasja. Drugi prevodi imena vključujejo besede jezen, borben, nasilen, boleč, besen, slab, hudoben, oster in grozeč ali bodeč som. Nekateri znanstveniki imajo za branje njegovega imena povsem drugačen pristop in v ime sploh ne vključujejo izraza som, vendar tudi njihov pristop ni soglasno  sprejet.
Narmerjevo ime je pogosto zapisano v skrajšani obliki samo s simbolom soma, ki je včasih stiliziran in v nekaterih primerih prikazan samo z vodoravno črto.   Zdi se, da je poenostavljeno črkovanje povezano s kontekstom. V v steno vklesanih serekih in na uradnih pečatih sta vedno zapisana oba simbola, na črepinjah in kamnih pa se v večini primerov pojavljata samo som ali poenostavljena različica imena.
Odkrili so tudi dve alternativni  črkovanji Narmerjevega imena. Na pečatu iz Tarkana je v njegovem sereku dvema simboloma za Narmerja dodan znak za ptiča (tjay, Gardinerjev simbol G47). Zapis se tolmači kot »možati Narmer«. Ilona Regulski se s tem ne strinja in trdi, da »znak tjay - ptič ni integralni del kraljevega imena, ker se pojavlja zelo redko«. Gordon domneva, da posebni znak ni del njegovega imena in je bil v serek dodan »zaradi bolj skladnega videza«.
Na dveh pečatih iz abidske nekropole je njegovo ime zapisano na edinstven način. Na mestu, kjer bi ob znaku za soma pričakovali znak za dleto, je znak, katerega številni znanstveniki razlagajo kot živalsko kožo. Po Dreyerju gre morda za soma z bikovim repom, podobno kot na Narmerjevi paleti, na kateri je Narmer prikazan z bikovim repom kot simbolom moči.

## Vladanje
V Petriejevem muzeju egipčanske arheologije v Londonu je razstavljena glava zgodnjega egipčanskega kralja, izdelana  iz apnenca, ki se zaradi  podobnosti na Narmerjevi paleti šteje za Narmerjevo. Trditev ni na splošno sprejeta, ker bi glava lahko pripadala kralju Kufuju (Keopsu) iz Četrte dinastija. Za Kufujevo jo šteje tudi Stevenson. Charron jo pripisuje neznanemu kralju iz tinitskega obdobja (prvi dve dinastiji), Wilkinson pa domneva, da morda pripada kralju iz Druge dinastije.

### Istovetenje z Menesom
Vprašanji »kdo je bil Menes« in »kdo je združil Egipt« sta navidezno zelo prepleteni, dejansko pa gre za povsem ločeni vprašanji. Združitev se pogosto pripisuje Narmerju po njegovi osvojitvi Spodnjega Egipta, medtem ko se Menesa tradicionalno šteje za prvega kralja Starega Egipta. Večina egiptologov meni, da sta Narmer in Menes ista oseba. 
Odgovora na vprašanji sta zapletena, ker je Narmer Horovo ime, Menes pa osebno ime (rojstno ime ali nisut-bitj). Na vseh seznamih božanskih in polbožanskih  kraljev, ki so se začeli pojavljati v Novem kraljestvu, in skoraj vseh, ki se začenjajo z Menesom, je Menes omenjen kot prvi »človeški kralj«. Egiptologom povzroča težave usklajevanje arheoloških dokazov s Horusovimi imeni s seznami kraljev z osebnimi imeni. 
Za dokazovanje ali je bil Menes Narmer ali Hor-Aha, obstajata dva ključna dokumenta. Prvi je Napis iz Nakade, na katerem so ob Hor-Ahovem sereku v očrtanem polju simboli, ki jih nekateri znanstveniki tolmačijo kot Menesovo ime. Drugi je pečat iz Abidosa, v katerem se izmenjujeta Narmerjev serek in šahovnica (mn), katero se tolmači kot okrajšavo za Menes. Noben dokaz, da je bil Menes Narmer ali Hor-Aha, ni niti prepričljiv niti dokončen.
Pečata, katera so leta 1985 in 1991 odkrili v Abidu v grobnicah Dena   in Kaaja ali njuni bližini, vsebujeta sezname vladarjev, na katerih je Narmer prikazan kot prvi kralj, kateremu sledi Hor-Aha. Na Kaajevem pečatu je seznam vseh osmih kraljev, ki jih sodobni egiptologi štejejo za prvo dinastijo. Vrstni red je pravi in se začne z Narmerjem. Pečata s te nekropole trdno dokazujeta, da je bil Narmer prvi kralj prve dinastije, torej istoveten z Menesom.

### Združitev Egipta
Na slavni Narmerjevi paleti, katero je v sezoni 1897-1898 v Hierakonpolu odkril  James E. Quibell, je Narmer na eni strani upodobljen s krono Gornjega Egipta, na drugi pa s krono Spodnjega Egipta, kar napeljuje k teoriji, da je prav on združil obe kraljestvi. Takoj po odkritju palete so se začele razprave o tem ali je na njej prikazan resničen zgodovinski dogodek ali je zgolj simbolična. Paleta bi seveda lahko prikazovala resničen dogodek in bila hkrati simbolična.
Leta 1993 je Günter Dreyer v Abidu odkril seznam Narmerjevih vladarskih let, na katerem je opisan isti dogodek kot na Narmerjevi paleti. V prvi dinastiji so se leta označevala z imenom kralja in pomembnim dogodkom,  ki se je zgodil v tistem letu. Etiketa leta, ki se je običajno pripenjala na posode z dobrinami, je vsebovala ime kralja, opis dogodka v tistem letu in podatek o vsebini posode. Etiketa za tisto leto dokazuje, da Narmerjeva paleta prikazuje resničen dogodek.  S to trditvijo se z nekaj izjemami strinja večina egiptologov.
Arheološki dokazi kažejo, da je bil Egipt vsaj delno združen že med vladavinama Narmerjevih neposrednih predhodnikov Kaja in Iri-Hora in morda že med vladavino Škorpijona I. nekaj generacij pred njim. Dokaz za vladavino Škorpijona I. v Spodnjem Egiptu izhaja iz njegove grobnice U-j v Abidu v Gornjem Egiptu, v kateri so našli etikete na dobrinah iz Spodnjega Egipta. Ker etikete niso bile davčni dokument, lahko kažejo samo na trgovanje in ne na podložnost. 
Med številom in porazdelitvijo napisov z imeni zgodnjih kraljev Gornjega Egipta v Spodnjem Egiptu in Kanaanu, ki je bil dostopen preko Spodnjega Egipta, in Narmerjevih napisov, je znatna razlika. Kajeve napise so odkrili na treh mestih v Spodnjem Egiptu in enem mestu v Kanaanu. Število in porazdelitev Iri-Horovih napisov sta enaka Kajevim. Narmerjeve sereke so našli na dvetih mestih v Spodnjem Egiptu in devetih mestih v Kanaanu, kar kaže, da je imel Narmer v Spodnjem Egiptu drugačno vlogo kot njegova neposredna predhodnika. Za prisotnost kraljev Gornjega Egipta v Spodnjem Egiptu pred Iri-Horom ni nobenega dokaza. Arheološki dokazi kažejo, da se je združevanje začelo pred Narmerjem in se končalo z zasedbo državic v severozahonni Nilovi delti, ki jo opisuje Narmerjeva paleta.
Narmerjeva združitve Egiptov je bila očitno pomemben dogodek, ker ni omenjena samo na Narmerjevi paleti, ampak tudi na njegovem valjastem pečatniku, seznamu let, skrinjah in kiju.

### Narmer v Kanaanu
Po Manetu je »Menes vodil pohod v tujino in slavno zmagal«. Če je omemba resnična in se nanaša na Narmerja, gre nedvomno za Kanaan, kjer so Narmerjev sereke  odkrili na devetih različnih mestih. Egipčanska navzočnost v Kanaanu, katere začetek pripisujejo Narmerju, se je začela že dveto let pred tem.  Med njegovo vladavino je dosegla višek in po njegovi smrti hitro oslabela. Stiki med Egiptom in Kanaanom so se začeli proti koncu 5. tisočjetja pr. n. št. in se končali med vladavino druge dinastije. Iz tega obdobja so v Kanaanu odkrili 33 egipčanskih serekov, od katerih jih 20 pripisujejo Narmerju. Iz obdobja pred njim so odkrili samo en Kajev serek in napis z Iri-Horovim imenom. Sereki iz obdobja pred Iri-Horom so ali generični in se ne nanašajo na določenega kralja ali pripadajo kraljem, ki v Abidosu niso billi dokazani. Dokaz, da je za Narmerjem egipčanski vpliv v Kanaanu zelo hitro padel, je odkritje samo enega sereka njegovega naslednika Hor-Aha. Poudariti je treba, da je celo ta primerek vprašljiv. V Kanaanu so odkrili zelo malo serekhov kraljev iz preostanka prve in druge dinastije.
Egipčansko prisotnost v Kanaanu najbolje prikazujejo najdbe egipčanske lončenine in kanaanske lončenine, izdelane v egipčanskem slogu. Najdbe ne kažejo samo na trgovske povezave ampak tudi na prisotnost egipčanskih kolonij.
Oblika egipčanske oblasti v Kanaanu je bila v preteklosti predmet ostrih razprav med znanstveniki, ki so trdili, da je šlo za vojaško invazijo, in tistimi, ki so trdili, da je šlo samo za trgovanje in kolonizacijo. Čeprav so prevladali slednji, prisotnost utrdb v Tell es-Sakanu, zgrajenih v obdobju ničte in na začetku prve dinastije v skoraj popolnoma egipčanskem slogu kaže tudi na egipčansko vojaško prisotnost. 
Egipčanska prisotnosti v Kanaanu je bila neglede na njeno obliko za Stari Egipt zelo pomembna zaradi nadzora trgovanja s Kanaanom in preko njega. Narmer nadzora nad Kanaanom sprva verjetno ni vzpostavil z vojaško silo, zelo verjetno pa je z vojsko ponovno vzpostavil egipčansko oblast ali povečal svoj vpliv v regiji. Razen Manetove omembe in številnih Narmerjevih serekov v Kanaanu je nedavna rekonstrukcija Narmerjeve skrinje pokazala, da je bila izdelana v spomin na njegov vojni pohod v Kanaan. Mogoče je tudi to, da je del tributa, ki so ga Kanaanci plačevali Egiptu. 

### Neithotep
Narmerjevo in Hor-Ahovo ime so odkrili v grobnici, za katero so egiptologi prepričani, da je Neithotepina. Najdba je privedla do zaključka, da je bila Neithotep Narmerjeva kraljica in Hor-Ahova mati.  Njeno ime pomeni »Net je zadovoljen«, kar kaže, da je bila princesa Spodnjega Egipta in da se je Narmer z njo poročil po osvojitvi Spodnjega Egipta, da bi utrdil vezi med obema kraljestvoma. Dejstvo, da je njena grobnica v Nakadi v Gornjem Egiptu, je nekatere egiptologe privedla do zaključka, da je bila potomka preddinastičnih vladarjev Nakade pred njeno vključitvijo v Gornji Egipt. Domneva se tudi, da je bil Narmerjev kij izdelan v spomin na ta dogodek. Napis na skali na Sinaju, ki ga je leta 2012 odkril Pierre Tallet, je vzbudil dvome v njeno zakonsko zvezo z Narmerjem.  Neglede na to je bila Neithotep prva ženska v zgodovini z znanim imenom in prva, za katero obstajajo arheološki dokazi.

## Grobnica in artefakti

### Grobnica
Narmerjevo grobnico v Umm el-Qa'abu pri Abidu v Gornjem Egiptu tvorita dve  med seboj povezani pogrebni komori B17 in B18, obzidani z zidaki iz na soncu sušenega blata. Grobnico sta izkopavala Amélineau in  Petrie, vendar v njej nista prepoznala Narmerjeve grobnice. Njemu jo je pripisal Kaiser leta 1964. Narmerjeva grobnica stoji ob grobnicah Kaja, ki je bil v Gornjem Egiptu Narmerjen neposredni predhodnik, in Hor-Aha, ki je bil njegov neposredni naslednik.
Ker je grobnica stara več kot 5000 let in je bila v tem času večkrat oplenjena, ni bilo pričakovati, da bi se v njej našlo še kaj uporabnega. Zaradi stalnih posegov v Umm el-Qa’abu se je več Narmerjevih predmetov našlo v drugih grobnicah in obratno.  Ponovna izkopavanja grobnic v Umm el-Qa’abu, ki so jih opravili Flinders Petrie v letih 1899-1903 in člani Nemškega arheološkega društva, so kljub temu odkrila nekaj podatkov, izjemno pomembnih za zgodovino zgodnjega Egipta.
Arheologi so kljub kaotičnemu stanju na pokopališču odkrili napise na lesu in kosteh, odtise pečatnikov in več deset konic puščic iz kremena. Kaj se je z njimi zgodilo ni znano, vsekakor pa noben predmet ni končal v Kairskem muzeju. V Narmerjevi grobnici so odkrili tudi nože iz kremena in  odlomek noge slonokoščenega stola, ki bi lahko bili del izvirne pogrebne opreme. Ti predmeti so zdaj v Petriejevem muzeju egipčanske arheologije v Londonu (UC35679, UC52786 in UC35682).  Po Dreyerjevem mnenju so konice puščic morda iz Djoserjeve grobnice, v kateri so našli podobne konice.. 
Zgleda, da so bili vsi kralji Starega Egipta pokopani v severnem delu Umm el-Qa’abske nekropole. Zanje so značilni veliki zidaki iz posušenega blata, s katerimi je bil obzidan prostor, na katerem je domnevno potekala pogrebna svečanost. Izkopanih je bilo osem takšnih prostorov, od katerih sta zanesljivo prepoznana samo dva. Eden od njiju  bi lahko pripadal Narmerju.

### Artefakti
Narmerjev obstoj  je dobro potrjen v celem Egiptu, južnem Kanaanu in na Sinaju. Na 27 mestih je skupno 98 napisov z njegovim imenom. V Abidu  in Hierakonpolu se njegovo ime pojavlja v sereku in brez njega. Na vseh drugih mestih, razen v Koptu, se njegovo ime pojavlja v sereku. V Egiptu so njegovo ime našli na 17 mestih: štirih v Gornjem Egiptu (Hierakonpol, Nakada, Abid in Koptos), desetih v Spodnjem Egiptu (Tarkan, Helwan, Zawyet el'Aryan, Tell Ibrahim Awad,  Ezbet el-Tell, Minshat Abu Omar, Sakara, But, Tell el-Farkhan, in Kafr Hassan Dawood), enega v Vzhodni puščavi (Wadi el-Qaash) in dva v Zahodni puščavi (oaza Karga in Gebel Tjauti).
V Kanaanu so odkrili dvajset serekov, ki bi lahko bili Narmerjevi. Sedem serekov je nezanesljivih ali spornih. Sereki so bili na devetih različnih mestih: v Tel Aradu, En Besorju, Tel es-Sakanu, Nahal Tillahu, Tel Erani, Tel Malhati, Tel Ma'ahazu, Tel Lodu, in Lahavu.
Narmerjev serek so skupaj s  sereki drugih vladarjev iz preddinastičnega obdobje in prve dinastije odkrili tudi na južnem Sinaju, kjer napisi omenjajo  egipčansko rudarsko odpravo v  to regijo.

## Galerija
- Kip pavijanskega božanstva iz alabastra z imenom faraona Narmerja na podstavku; Ägyptisches Museum, Berlin
- Pečat na glinasti posodi, ki dokazuje, da je njegova vsebina prišla s posesti faraona Narmerja; Metropolitan Museum of Art, New York
- Glavič Narmerjevega kija; Ashmolov muzej, Oxford, Združeno kraljestvo
- Črepinja s serekom in imenom faraona Narmerja,  Museum of Fine Arts, Boston
- Narmer z rdečo krono Spodnjega Egipta na Narmerjevi paleti
- Napis na posodi, najdeni v Tarkanu (grob 414), z imenom faraona Narmerja; Petrie Museum UC 16083